# Ferrari SF70H
La Ferrari SF70H (codice interno 668) è la sessantatreesima monoposto costruita dalla casa automobilistica Ferrari, realizzata per partecipare al Campionato Mondiale di Formula 1 2017.
La sigla «SF» sta per Scuderia Ferrari, mentre «70» indica gli anni della casa costruttrice Ferrari, e infine «H» è per la motorizzazione ibrida: un motore endotermico a combustione interna affiancato da due motori elettrici.
Presentata il 24 febbraio 2017 sul sito web del team, va a sostituire la SF16-H che aveva disputato la stagione 2016. I piloti sono il 4 volte iridato Sebastian Vettel (5) e il campione del mondo 2007 Kimi Räikkönen (7), mentre Antonio Giovinazzi (99) è il terzo pilota in caso di necessità; collaudatori sono Marc Gené e Davide Rigon.

## Livrea
La livrea si presenta con molto meno bianco rispetto alla stagione precedente. Questo colore è presente ancora sulla pinna sul cofano motore, sulle paratie laterali dell'alettone posteriore, sui deviatori di flusso e sui profili superiori dell'alettone anteriore e posteriore. Presenta una sottile striscia tricolore che percorre il lato del telaio nella zona dell'abitacolo. È inoltre presente il Quadrifoglio Alfa Romeo.
Dal Gran Premio di Spagna in poi, viene utilizzata una nuova grafica per i numeri di gara dei piloti presenti sul muso e ai lati della pinna, che richiama quella usata sulle monoposto di Maranello durante gli anni 1970. In occasione del Gran Premio d'Italia il marchio della Scuderia presente ai lati del cofano motore, viene sostituito da un logo celebrativo del settantenario della Ferrari.

## Caratteristiche
Mantiene il "nasino" sul muso come la Ferrari SF16-H del 2016. Ha vistose appendici alari e prolungamenti nella zona anteriore e inizio fiancate, nonché la pinna posteriore, come nuovo regolamento permette. Vi sono altri due profili al termine della suddetta pinna.

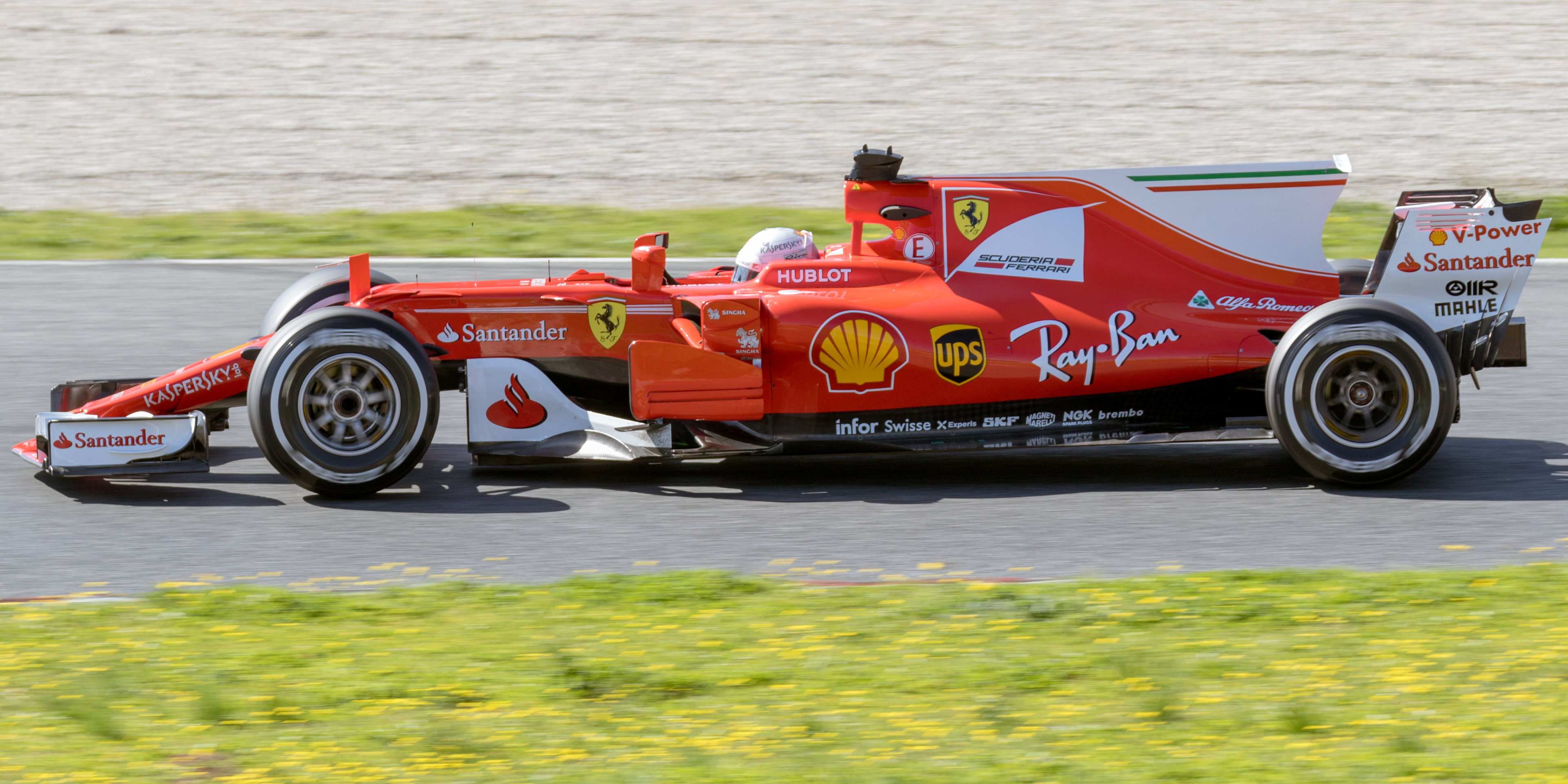
Vista laterale

Presenta fiancate molto rastremate con bocche d'ingresso aria molto alte ed estremizzate, al fine di incanalare maggior quantità di flussi nella parte inferiore della pance laterali. Se confrontata con altre monoposto del 2017, la SF70H presenta un passo meno lungo, segno di una diversa filosofia progettuale: tale scelta, abbinata con la nuova veste aerodinamica, conferisce alla vettura alti livelli di precisione in curva e grandi doti di guidabilità e risposta ai comandi. La monoposto presenta una configurazione aerodinamica ad alto carico aerodinamico come previsto dal nuovo regolamento, ciò permette di sfruttare al meglio gli pneumatici Pirelli più larghi rispetto a quelli dell'anno precedente: aumentando la deportanza si aumenta infatti l'aderenza permettendo di incrementare la velocità in curva, abbassando i tempi sul giro. A tal fine il nuovo regolamento sportivo ha incrementato la capienza dei serbatoi da 100 a 105 kg.
Diverse innovazioni sono state apportate anche al comparto meccanico della vettura: è stato revisionato il cambio a 8 marce+RM che aveva minato l'affidabilità della SF16-H, ed è stata inoltre modificata la posizione di alcuni elementi del sistema ibrido e la loro potenza è stata incrementata. Il lavoro svolto sul motore termico, evoluzione di quello della precedente stagione, ha fatto toccare a questo sul banco di prova i 1250 cavalli a 5 bar di pressione di sovralimentazione.
Già dai test prestagionali si è notato che la combinazione di tutte le caratteristiche meccaniche, telaistiche e aerodinamiche della SF70H hanno portato a un minor consumo degli pneumatici, ponendo rimedio a quella che era tra le maggiori pecche della SF16-H in gara.

## Scheda tecnica
| Caratteristiche tecniche - Ferrari SF70H                        | Caratteristiche tecniche - Ferrari SF70H                        | Caratteristiche tecniche - Ferrari SF70H                        | Caratteristiche tecniche - Ferrari SF70H                                                                 | Caratteristiche tecniche - Ferrari SF70H                                                                 | Caratteristiche tecniche - Ferrari SF70H                                                                 |
| --------------------------------------------------------------- | --------------------------------------------------------------- | --------------------------------------------------------------- | --- | --- | --- |
|                                                                 |                                                                 |                                                                 | | | |
| Configurazione                                                  |                                                                 |                                                                 | | | |
| Carrozzeria: monoposto                                          | Carrozzeria: monoposto                                          | Posizione motore: centrale                                      | Posizione motore: centrale                                                                               | Trazione: posteriore                                                                                     | Trazione: posteriore                                                                                     |
| Dimensioni e pesi                                               |                                                                 |                                                                 | | | |
| Ingombri (lungh.×largh.×alt. in mm): 5000 mm × 2000 mm × 950 mm | Ingombri (lungh.×largh.×alt. in mm): 5000 mm × 2000 mm × 950 mm | Ingombri (lungh.×largh.×alt. in mm): 5000 mm × 2000 mm × 950 mm | Ingombri (lungh.×largh.×alt. in mm): 5000 mm × 2000 mm × 950 mm                                          | Diametro minimo sterzata:                                                                                | Diametro minimo sterzata:                                                                                |
| Posti totali: 1                                                 | Posti totali: 1                                                 | Bagagliaio:                                                     | Bagagliaio:                                                                                              | Serbatoio: 105 kg                                                                                        | Serbatoio: 105 kg                                                                                        |
| Masse                                                           | / in ordine di marcia: 728 kg                                   | / in ordine di marcia: 728 kg                                   | / in ordine di marcia: 728 kg                                                                            | / in ordine di marcia: 728 kg                                                                            | / in ordine di marcia: 728 kg                                                                            |
| Meccanica                                                       |                                                                 |                                                                 | | | |
| Distribuzione: pneumatica                                       | Distribuzione: pneumatica                                       | Distribuzione: pneumatica                                       | Alimentazione:                                                                                           | Alimentazione:                                                                                           | Alimentazione:                                                                                           |
| Prestazioni motore                                              | Potenza: 840 CV + 160 CV del sistema ERS                        | Potenza: 840 CV + 160 CV del sistema ERS                        | Potenza: 840 CV + 160 CV del sistema ERS                                                                 | Potenza: 840 CV + 160 CV del sistema ERS                                                                 | Potenza: 840 CV + 160 CV del sistema ERS                                                                 |
| Accensione: elettronica Magneti Marelli statica                 | Accensione: elettronica Magneti Marelli statica                 | Accensione: elettronica Magneti Marelli statica                 | Impianto elettrico: Magneti Marelli                                                                      | Impianto elettrico: Magneti Marelli                                                                      | Impianto elettrico: Magneti Marelli                                                                      |
| Frizione: levetta posizionata sul volante                       | Frizione: levetta posizionata sul volante                       | Frizione: levetta posizionata sul volante                       | Cambio: longitudinale Ferrari, 8 marce + retromarcia, con comando semiautomatico elettronico sequenziale | Cambio: longitudinale Ferrari, 8 marce + retromarcia, con comando semiautomatico elettronico sequenziale | Cambio: longitudinale Ferrari, 8 marce + retromarcia, con comando semiautomatico elettronico sequenziale |
| Telaio                                                          |                                                                 |                                                                 | | | |
| Corpo vettura                                                   | in materiale composito a nido d'ape con fibra di carbonio       | in materiale composito a nido d'ape con fibra di carbonio       | in materiale composito a nido d'ape con fibra di carbonio                                                | in materiale composito a nido d'ape con fibra di carbonio                                                | in materiale composito a nido d'ape con fibra di carbonio                                                |
| Freni                                                           | anteriori: a disco Brembo / posteriori: a disco Brembo          | anteriori: a disco Brembo / posteriori: a disco Brembo          | anteriori: a disco Brembo / posteriori: a disco Brembo                                                   | anteriori: a disco Brembo / posteriori: a disco Brembo                                                   | anteriori: a disco Brembo / posteriori: a disco Brembo                                                   |
| Pneumatici                                                      | Pirelli / Cerchi: OZ Racing da 13 in                            | Pirelli / Cerchi: OZ Racing da 13 in                            | Pirelli / Cerchi: OZ Racing da 13 in                                                                     | Pirelli / Cerchi: OZ Racing da 13 in                                                                     | Pirelli / Cerchi: OZ Racing da 13 in                                                                     |
| Prestazioni dichiarate                                          |                                                                 |                                                                 | | | |
| Consumi                                                         | 2kg/giro a seconda del tracciato                                | 2kg/giro a seconda del tracciato                                | 2kg/giro a seconda del tracciato                                                                         | 2kg/giro a seconda del tracciato                                                                         | 2kg/giro a seconda del tracciato                                                                         |

## Presentazione
La SF70H è stata presentata ufficialmente il 24 febbraio 2017 al circuito di Fiorano, con una diretta streaming sul sito web della Ferrari, alla presenza del team principal della Scuderia Ferrari Maurizio Arrivabene, del direttore tecnico Mattia Binotto, e dei due piloti Kimi Räikkönen e Sebastian Vettel, più il collaudatore Antonio Giovinazzi. Al termine della presentazione, sullo stesso tracciato è stato effettuato lo shake down della vettura: nonostante le problematiche condizioni climatiche, con asfalto umido che non favoriva una perfetta aderenza, Räikkönen nella mattinata e Vettel nel piovoso pomeriggio sono riusciti a terminare i 100 km permessi nel filming day a disposizione degli sponsor.

## Test

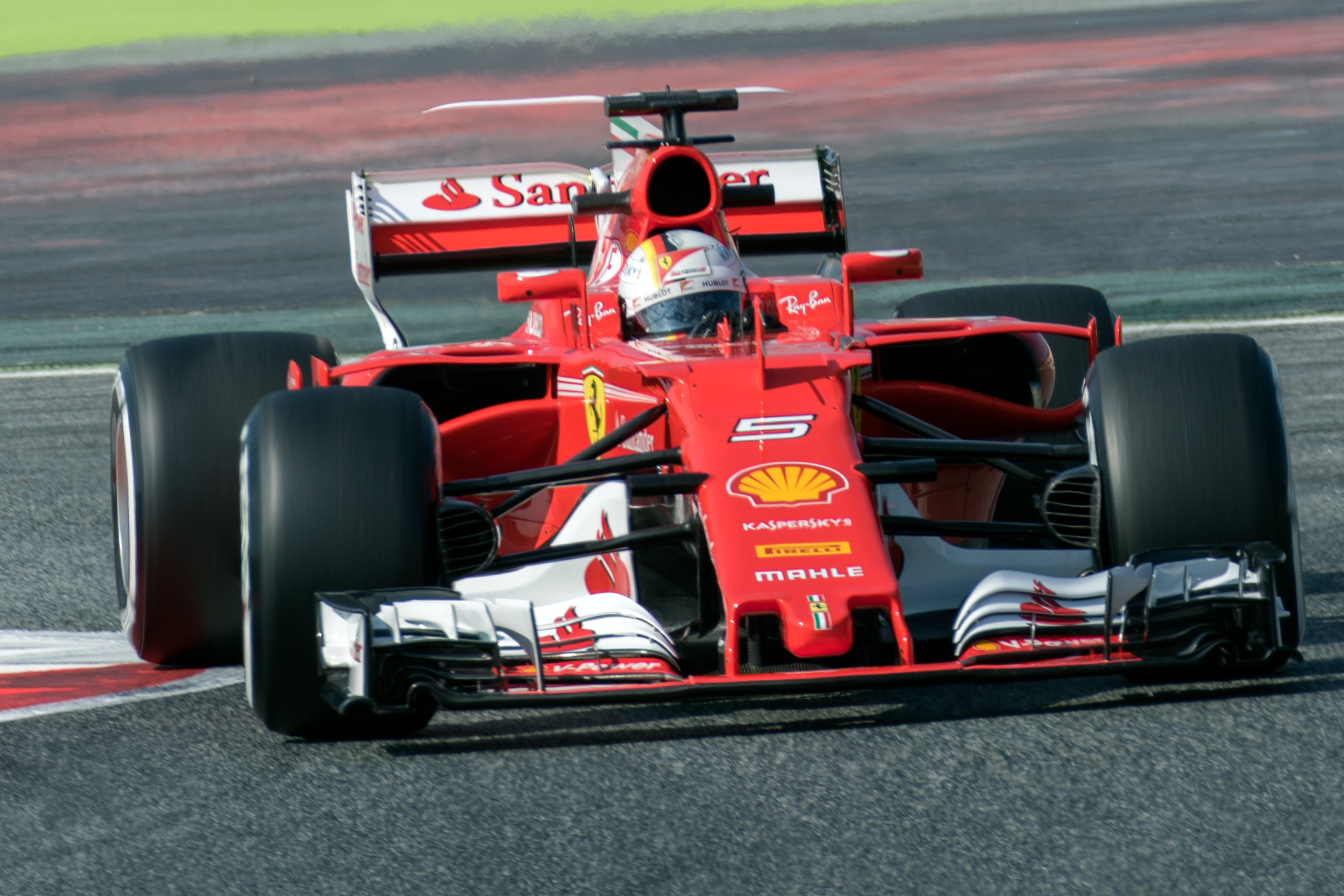
Vista frontale della SF70H nei test della Catalogna

Nel primo giorno dei test ufficiali a Montmeló, il 27 febbraio la Ferrari di Sebastian Vettel si è piazzata prima in mattinata con quasi quattro decimi di vantaggio sulle Mercedes campioni del mondo in carica, concludendo poi la giornata al secondo posto, a poco più di un decimo da Lewis Hamilton. Nell'ultimo giorno della seconda sessione dei test prestagionali, sempre sulla pista spagnola, il 10 marzo Kimi Räikkönen ha ottenuto il miglior tempo assoluto su tutti i partecipanti, nonché nuovo record del circuito catalano: tali prestazioni, in netta controtendenza rispetto alla deludente stagione 2016 del Cavallino, hanno portato gli addetti ai lavori a considerare la monoposto di Maranello tra quelle di riferimento, se non la principale favorita, in vista del via del campionato 2017.

## Carriera agonistica

### Stagione 2017
Il campionato 2017 inizia in maniera positiva per la SF70H. Nella gara di debutto in Australia, Vettel vince davanti ai due alfieri della Mercedes, il poleman Lewis Hamilton e Valtteri Bottas, riportando la casa di Maranello a trionfare in un Gran Premio dopo un anno e mezzo di astinenza (Singapore 2015). La competitività della SF70H trova conferma nei successivi appuntamenti, dapprima in Cina dove Vettel chiude secondo, in una gara peraltro segnata da due ingressi della safety car che influiscono negativamente sulla strategia di gara della Ferrari, e poi in Bahrein dove ancora il tedesco ottiene la sua seconda vittoria stagionale.
In Russia la Ferrari legittima il suo positivo stato di forma, ritornando in pole position dopo 33 Gran Premi (Singapore 2015) grazie a Vettel, e monopolizzando la prima fila dello schieramento insieme a Räikkönen, cosa che non accadeva da nove anni (Francia 2008). In gara, ciò non basta a togliere la vittoria a Bottas, tuttavia col secondo posto di Sochi Vettel rinforza la sua prima posizione nella classifica piloti.

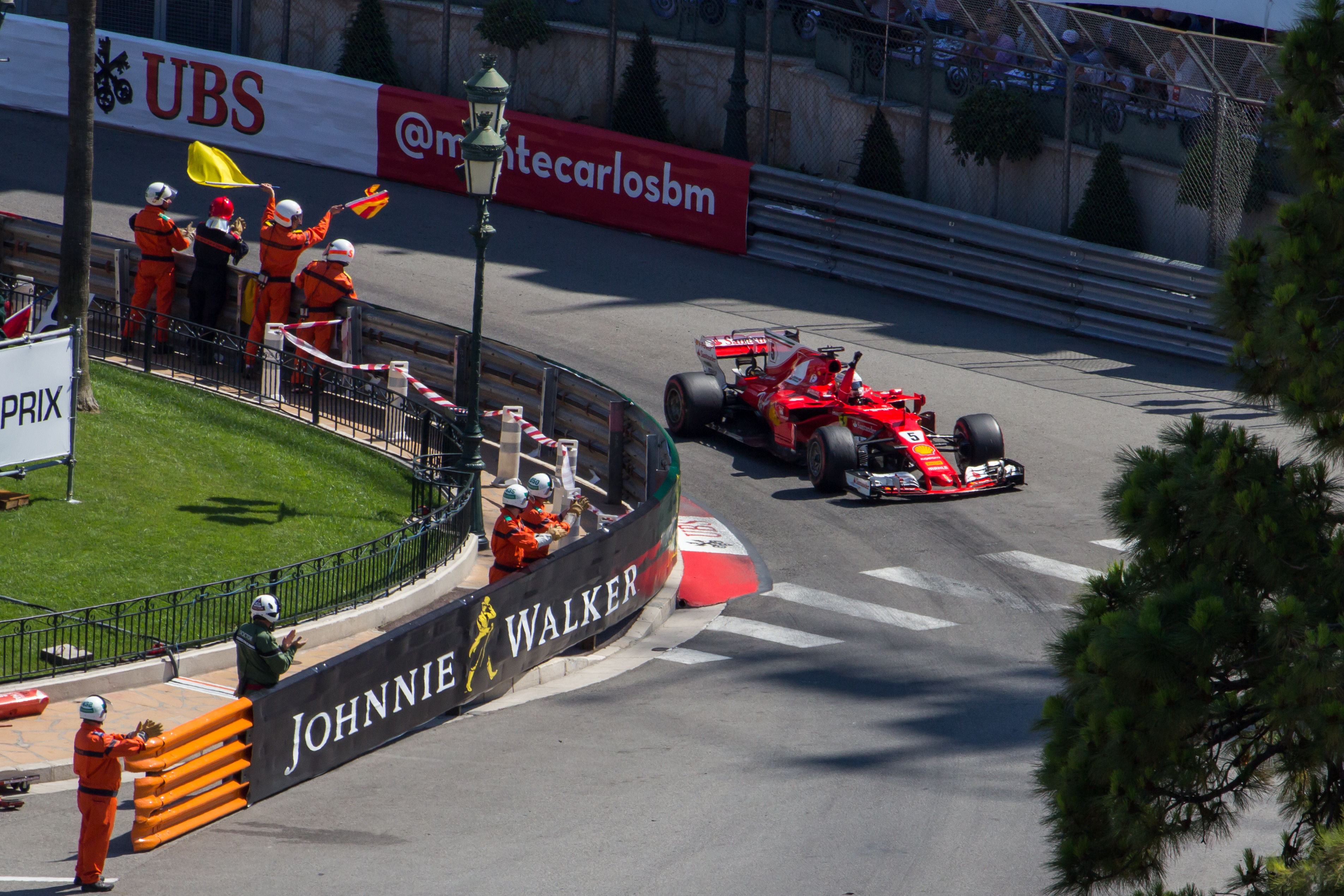
Sebastian Vettel festeggia la vittoria a Monte Carlo, riportando la Ferrari al successo nel Principato dopo 16 anni.

Dopo un nuovo secondo posto del tedesco in Spagna, a Monaco le Ferrari egemonizzano il fine settimana, dapprima in qualifica ottenendo la prima fila, con Kimi Räikkönen (il quale torna in pole da Magny-Cours 2008) davanti a Vettel, e poi in gara con il tedesco vittorioso davanti al finlandese: nell'occasione il Cavallino torna a vincere a Monte Carlo dopo sedici anni (2001), e dopo sette anni chiude una gara con una doppietta (Germania 2010); inoltre Vettel, approfittando dei guai occorsi sulle strade del principato al suo più diretto rivale Hamilton, ottiene in classifica piloti un massimo vantaggio stagionale di +25.
Per il tedesco seguono buoni piazzamenti in Canada, Azerbaigian e Austria che gli permettono di mantenere con un buon margine la vetta del mondiale piloti, mentre al contrario Räikkönen non riesce fin qui a invertire il trend negativo di questa sua prima parte di stagione. Questo fino all'appuntamento in Gran Bretagna, dove la gara delle due Ferrari viene sparigliata da problemi alle gomme negli ultimi giri: se il finlandese riesce a mantenere l'ultimo gradino del podio, il tedesco chiude col suo peggior piazzamento stagionale, settimo, che riporta il vincitore di Silverstone, Hamilton, a -1 in classifica. Ciononostante, il Cavallino si rialza immediatamente in Ungheria dapprima monopolizzando la prima fila in qualifica, e poi ottenendo la seconda doppietta della stagione, con il poleman Vettel vittorioso (nonostante un problema allo sterzo che compromette le prestazioni della sua SF70H per oltre metà gara) davanti a Räikkönen; la Ferrari va quindi alla pausa estiva con Vettel a +14 su Hamilton in classifica piloti, mentre in quella costruttori paga 39 lunghezze dalla più solida coppia della Mercedes.
Il rientro dalla pausa estiva avviene a Spa-Francorchamps, in Belgio, dove è il pilota tedesco Vettel a cogliere il miglior risultato per la Scuderia con il secondo posto dietro all'inglese Lewis Hamilton su Mercedes dopo un'intera gara a pochi decimi di distacco. Sette giorni più tardi, il 3 settembre, la Formula 1 approda in Italia per la gara di casa del Cavallino. Tuttavia, Monza rappresenta la peggior gara della stagione fino a quel momento; se a Silverstone una buona dose di sfortuna aveva compromesso un risultato positivo a pochi giri dal traguardo, sul circuito Brianzolo la SF70H mette in evidenza tutte le sue difficoltà sui circuiti veloci che invece si adattano alla perfezione alla monoposto di Brackley. Dopo aver conquistato a fatica la terza fila in qualifica le Ferrari non vanno oltre al terzo posto di Sebastian Vettel (a 30 secondi dal vincitore Hamilton) e al quinto di Kimi Räikkönen. Inoltre, per la prima volta in tutta la stagione, il campionato piloti non è più comandato dal pilota della Rossa che deve cedere il primo posto ad Hamilton che stacca di 3 punti il tedesco.
Nella gara successiva, a Singapore, la Ferrari ritrova finalmente una pista amica, una pista decisamente più lenta delle due precedenti la quale esalta le ottime doti di trazione della monoposto di Maranello che accompagnate al passo corto della vettura rendono quest'ultima estremamente efficace sul tortuoso circuito asiatico. Di fatto è proprio Sebastian Vettel a cogliere la quarta pole stagionale per il team. Tuttavia, l'ottima prestazione ottenuta nel sabato di qualifica, non si traduce in un'altrettanto positiva gara domenicale che vede entrambe le Ferrari escluse dalla lotta per la vittoria dopo pochissimi metri dall'inizio del gran premio. Dopo una discreta partenza per il tedesco e un ottimo spunto per Raikkonen, che partiva quarto, i due piloti del Cavallino restano coinvolti, assieme a Max Verstappen, in un incidente che mette fuori gioco entrambe le monoposto italiane consegnando di fatto la terza vittoria consecutiva a Lewis Hamilton che porta a 28 i punti di vantaggio su Vettel e a 102 i punti di vantaggio della scuderia anglo-tedesca sulla Ferrari. Da qui in poi la scuderia italiana vedrà le proprie prestazioni calare drasticamente in termini di pura performance, fatto legato soprattutto alla sfortuna di alcuni ritiri decisamente evitabili.

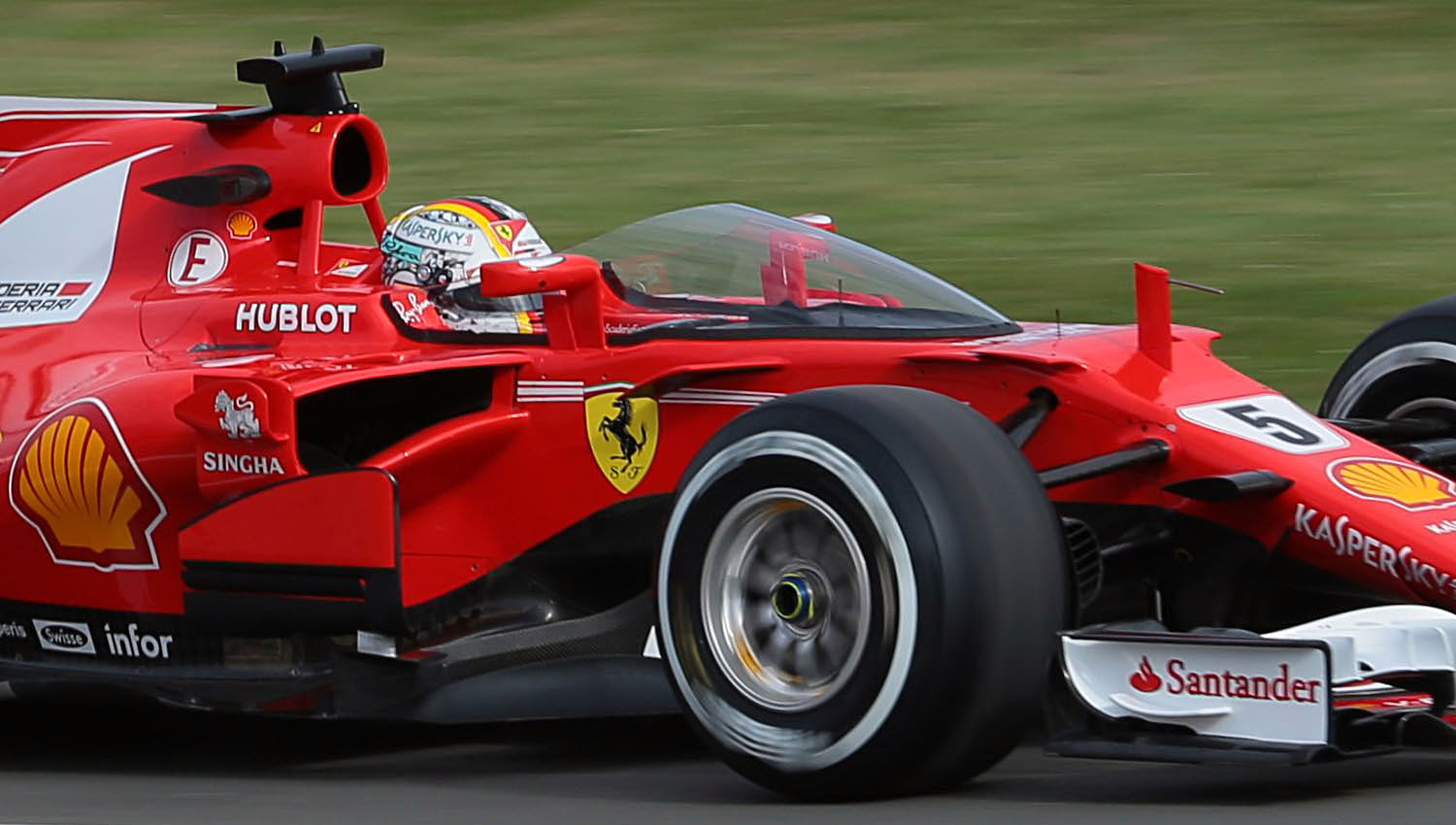
Vettel testa il sistema Shield per la protezione dell'abitacolo — poi bocciato dalla FIA — nel corso delle prove libere di Silverstone.

I due appuntamenti successivi vedono la Ferrari affrontare gravi problemi di affidabilità, figli soprattutto del fatto che già dal Belgio si era provato a introdurre un motore di nuova concezione. In Malesia Vettel non riesce a disputare la sessione di qualifica per via di una rottura ad un componente del turbo-propulsore pochi istanti dopo essere uscito dal garage, ed in gara spreme al massimo la bontà della sua vettura riuscendo a recuperare sino alla quarta posizione, dopo un disperato attacco all'australiano Daniel Ricciardo che tiene ben saldo il gradino più basso del podio. Raikkonen invece dopo essersi qualificato in seconda posizione alle spalle di Hamilton cade anch'esso vittima di un problema di affidabilità della propria monoposto, che lo vede ritirarsi dalla gara durante la formazione in griglia di partenza. Nel Gran Premio del Giappone Vettel riuscirà a qualificarsi solamente terzo alle spalle dei due alfieri della Mercedes, per poi vedersi promosso in seconda piazza per la retrocessione di Valtteri Bottas di cinque posizioni in partenza, pena la sostituzione del cambio. A pochi giri dall'inizio della gara il tedesco si vede costretto al ritiro per via di un nuovo problema di affidabilità, dovuto alla rottura di una candela del motore della propria vettura. Raikkonen partirà in decima posizione dopo essersi qualificato sesto, anch'esso penalizzato da una sostituzione del cambio, e nel corso della gara rimonterà sino alla quinta posizione.
Nel Gran Premio degli Stati Uniti la scuderia, dopo un processo di ristrutturazione e rafforzamento del reparto dei processi di qualità interno, porta a Maranello un risultato molto più solido rispetto alle tre gare precedenti. In qualifica Vettel e Raikkonen si aggiudicano rispettivamente la seconda e la quinta posizione in griglia di partenza. In gara il tedesco dopo un eccellente spunto su Hamilton alla prima curva si vede costretto a combattere con problemi di consumo delle gomme e chiuderà la gara in seconda posizione alle spalle del leader del mondiale, mentre Raikkonen chiuderà in terza posizione dopo un'ottima gara ed un controverso sorpasso subito da un rimontante Verstappen all'ultima curva, che lo vede inizialmente chiudere in quarta posizione al traguardo. Il sorpasso verrà però successivamente penalizzato come un taglio curva garantendo al finlandese di salire sul gradino più basso del podio. L'appuntamento del Messico vede Sebastian Vettel guadagnare la pole position ai danni di Max Verstappen, con cui avrà una colluttazione alla prima curva al via della gara di domenica. Vettel è costretto, dopo un cambio di musetto, a rimontare sino alla quarta posizione alle spalle del suo compagno di squadra Kimi Räikkönen, qualificatosi quinto nel sabato. La stessa gara vede incoronare matematicamente campione del mondo Lewis Hamilton, e pone fine alle speranze di vittoria del titolo piloti del ferrarista. Anche Hamilton ha subito un contatto legato a quello tra il ferrarista ed il pilota olandese della Red Bull che lo ha visto forare la ruota posteriore destra; nonostante ciò, come già detto, grazie al risultato finale, verrà incoronato campione.
Le ultime due gare del mondiale portano la SF70H a Interlagos e Yas Marina. In Brasile le Ferrari vanno entrambe a podio, con Vettel che riesce a vincere la gara e Raikkonen che termina terzo. Ad Abu Dhabi invece il tedesco si piazza terzo dietro alle Mercedes, davanti al suo compagno di squadra. Questi risultati portano la Ferrari al secondo posto del mondiale costruttori, mentre Sebastian Vettel e Kimi Räikkönen terminano rispettivamente secondo e quarto nel mondiale piloti.

## Risultati in Formula 1
| Anno | Team             | Motore  | Gomme | Piloti    |   |   |   |   |     |   |   |     |   |   |   |   |   |     |    |     |   |   |   |   | Punti | Pos. |
| ---- | ---------------- | ------- | ----- | --------- | - | - | - | - | --- | - | - | --- | - | - | - | - | - | --- | -- | --- | - | - | - | - | ----- | ---- |
| 2017 | Scuderia Ferrari | Ferrari | P     | Vettel    | 1 | 2 | 1 | 2 | 2   | 1 | 4 | 4   | 2 | 7 | 1 | 2 | 3 | Rit | 4  | Rit | 2 | 4 | 1 | 3 | 522   | 2º   |
| 2017 | Scuderia Ferrari | Ferrari | P     | Räikkönen | 4 | 5 | 4 | 3 | Rit | 2 | 7 | 14* | 5 | 3 | 2 | 4 | 5 | Rit | NP | 5   | 3 | 3 | 3 | 4 | 522   | 2º   |

| Legenda | 1º posto     | 2º posto | 3º posto    | A punti         | Senza punti/Non class.  | Grassetto – Pole position Corsivo – Giro più veloce |
| Legenda | Squalificato | Ritirato | Non partito | Non qualificato | Solo prove/Terzo pilota | Grassetto – Pole position Corsivo – Giro più veloce |

## Piloti
| Piloti ufficiali     | Piloti ufficiali   | Piloti ufficiali |
| Nazione              | Nome               | Numero           |
| -------------------- | ------------------ | ---------------- |
| Germania (bandiera)  | Sebastian Vettel   | 5                |
| Finlandia (bandiera) | Kimi Räikkönen     | 7                |
| Piloti di riserva    |                    |                  |
| Nazione              | Nome               | Nome             |
| Italia (bandiera)    | Antonio Giovinazzi | 99               |